# Stara Vas (Pag)
Stara Vas falu Horvátországban Zára megyében. Közigazgatásilag Paghoz tartozik.

## Fekvése
Pagtól 11 km-re délkeletre, a sziget délkeleti részén, a Pagot Zárával összekötő 106-os számú út mentén fekszik.

## Története
A településnek a középkorban egy Szent György tiszteletére szentelt temploma volt.
A sziget többi részével együtt a 15. századtól Velencei Köztársasághoz tartozott. A 18. század végén Napóleon megszüntette a Velencei Köztársaságot. Pag szigete 1797 és 1805 között Habsburg uralom alá került, majd az egész Dalmáciával együtt a Francia Császárság része lett. 1815-ben a bécsi kongresszus újra Ausztriának adta, amely a Dalmát Királyság részeként Zárából igazgatta 1918-ig. 1880-ban 68, 1910-ben 73 lakosa volt. Ezt követően előbb a Szerb-Horvát-Szlovén Királyság, majd Jugoszlávia része lett. 2011-ben 90 lakosa volt.

## Lakosság
| Lakosság változása | Lakosság változása | Lakosság változása | Lakosság változása | Lakosság változása | Lakosság változása | Lakosság változása | Lakosság változása | Lakosság változása | Lakosság változása | Lakosság változása | Lakosság változása | Lakosság változása | Lakosság változása | Lakosság változása | Lakosság változása |
| ------------------ | ------------------ | ------------------ | ------------------ | ------------------ | ------------------ | ------------------ | ------------------ | ------------------ | ------------------ | ------------------ | ------------------ | ------------------ | ------------------ | ------------------ | ------------------ |
| 1857               | 1869               | 1880               | 1890               | 1900               | 1910               | 1921               | 1931               | 1948               | 1953               | 1961               | 1971               | 1981               | 1991               | 2001               | 2011               |
| 0                  | 0                  | 68                 | 19                 | 3                  | 73                 | 73                 | 0                  | 132                | 153                | 142                | 127                | 119                | 101                | 100                | 90                 |

## Nevezetességei
Az egykor itt állt templom, a sziget egyik legrégibb temploma helyén 2011-ben kőkeresztet állítottak.